# Йоланда Діас
Йоланда Діас Перес (ісп. Yolanda Díaz Pérez; народилася 6 травня 1971) — іспанська політикиня і юристка, що спеціалізується на трудовому праві, другий віцепрем’єр-міністр (з 2021) та міністр праці та соціальної економіки уряду Іспанії (з 2020). Членкиня Конгресу депутатів з 2016 року, раніше була муніципальною радницею Ферроля (2003–2012) і депутаткою парламенту Галісії (2012–2016). Вона була національною координаторкою Esquerda Unida (ЄС) з 2005 по 2017 рік.

## Ранні роки і освіта
Народилася в Сан-Валентіні в муніципалітеті Фене, 6 травня 1971 року, поруч із верф’ю Astilleros y Talleres del Noroeste (ASTANO). Діас належить до родини відомих профспілкових діячів у Галісії, які брали активну участь в антифранкістській діяльності.
Діас здобула ступінь ліценціата з права в Університеті Сантьяго-де-Компостела (USC), а пізніше здобула три наукові ступені. Після закінчення навчання почала працювати помічницею юриста в юридичній фірмі. Згодом зареєструвалась адвокаткою і відкрила власну адвокатську контору, яка спеціалізувалась на трудовому праві.

## Політична кар'єра

### В регіональній політиці
Діас приєдналася до Комуністичної партії Іспанії (PCE) у ранньому віці, перш ніж прийти до державних посад у 2003 році, коли увійшла до муніципальної ради Ферроля. У 2005 році її обрали лідеркою (національною координаторкою) Esquerda Unida (EU), галісійського відділення Об’єднаних лівих (IU).
Діас виступала кандидаткою у списку коаліції «Галісійська ліва альтернатива» (AGE), що її утворили EU та Anova на регіональних виборах у Галісії в жовтні 2012 року, ставши членкинею 9-го скликання парламенту Галісії, представляючи виборчий округ Ла-Корунья.

### В національній політиці
Діас балотувалася як кандидатка від блоку En Marea на загальних виборах 2015 року, ставши членкинею 11-ї скликання нижньої палати іспанського парламенту. Вона зберегла своє місце на загальних виборах у 2016, квітні 2019 та листопаді 2019, балотуючись як кандидатка від En Marea на перших та від En Común–Unidas Podemos і Galicia en Común на других. Вона залишила посаду генеральної координаторки EU у червні 2017 року, і її замінила Єва Солла.
Після провалу переговорів щодо створення коаліційного уряду між PSOE та Unidas Podemos влітку 2019 року Діас висловилася за таку коаліцію, на відміну від інших депутатів від Об’єднаних лівих (IU). Вона захищала одноосібне призначення премєр-міністром Педро Санчеса у разі досягнення згоди щодо програми уряду. Вона дистанціювалася від IU через розбіжності щодо того, як IU вела переговори, і зрештою вийшла з партії в жовтні 2019 року, залишаючись членкинею PCE.

### Міністерка праці, 2020–нині
Призначена міністром праці та соціальної економіки Другого Уряду Санчеса, Діас склала присягу 13 січня 2020 року Діас, яка поставила боротьбу з неповною зайнятістю головною метою свого перебування на посаді, пообіцяла скасувати реформу ринку праці 2012 року. Вона обрала Хоакіна Переса Рея на посаду державного секретаря з питань праці та соціальної економіки, зробивши його фактично другим керівником у міністерстві.
Як міністерка праці Діас брала участь у переговорах, які відкрили шлях для підвищення мінімальної зарплати до 950 євро на місяць, а також заборонили звільнення працівників через медичну відпустку. Також взяла участь у відрядженні трудових інспекцій в АПК для контролю за умовами праці працівників села У відповідь на пандемію COVID-19 Діас домовилась з профспілками та роботодавцями про впровадження схеми відпусток (ісп. Expediente de Regulación Temporal de Empleo, ERTE) та її розширення, а також про створення «Закону про роботу вдома» (ісп. Ley del Teletrabajo).

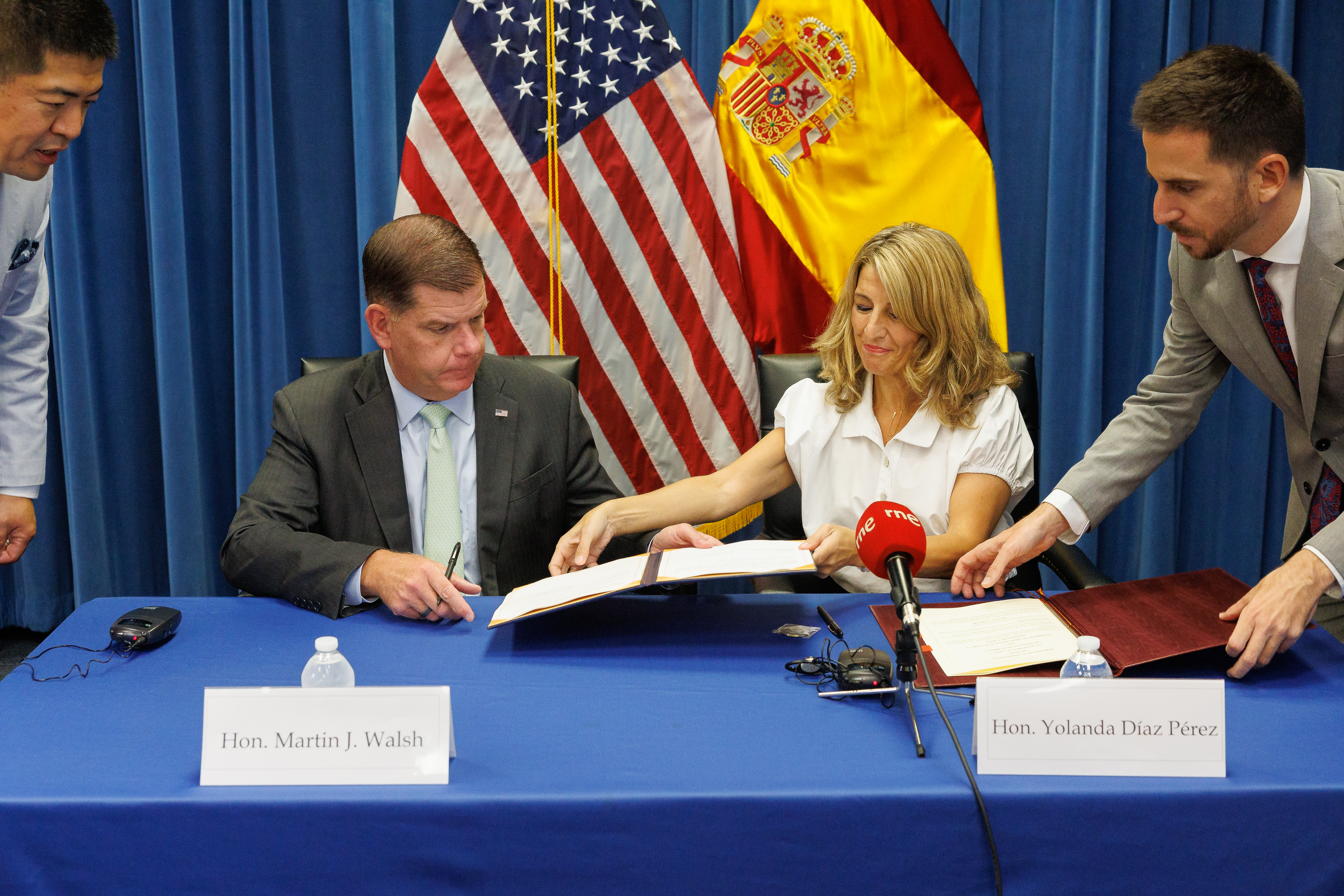
Міністр праці США Марті Волш проводить церемонію підписання Меморандуму про порозуміння з Йоландою Діас

15 березня 2021 року тодішній другий віцепрезидент уряду Пабло Іглесіас оголосив, що залишить посаду, щоб балотуватися як кандидат від Podemos на регіональних виборах у автономній спільноті Мадрид, які були перенесені через відставку консервативного уряду Ізабель Діас Аюсо, сформований Народною партією і партією Громадяни за підтримки партії Vox. Оголосивши свою кандидатуру, Пабло Іглесіас передав посаду віцепрезидента Йоланді Діас як своїй наступниці, яка того ж дня офіційно прийняла цю посаду. Того ж понеділка на прес-конференції в Монтобані президент уряду Педро Санчес також підтвердив спадкоємність віцепрезидентки Діас, заявивши, що він «дуже поважає» її. У липні 2021 року Діас підвищили з третьої до другої віцепрем’єрки.
У листопаді Діас оголосила про свій намір створити політичну платформу для участі в наступних загальних виборах в Іспанії, розпочавши «процес переговорів» після різдвяних свят, який ЗМІ називали «широкою коаліцією». Того ж місяця Діас також оголосила, що до кінця 2022 року трудові реформи Маріано Рахоя будуть скасовані та замінені. Її було остаточно затверджено на посаді 3 лютого 2022 року
Також у листопаді 2021 року Діас очолила групу жінок-лідерок лівої орієнтації (Ада Колау, Моніка Ольтра, Моніка Гарсія та Фатіма Хамед Хоссейн) для нової ініціативи під назвою Otras Políticas, гра слів, що означає «інші жінки-політики» та «інша політика».
18 травня 2022 року Діас публічно оголосила про нову виборчу платформу під назвою Sumar («Єднаймося») з наміром брати участь у парламентських виборах в Іспанії 2023 року.
У січні 2025 року Діас відмовилася від користування соцмережею Twitter через контроверсійну поведінку Ілона Маска на інавгурації президента США Трампа.